# Модерна физика
Модерна физика е събирателно понятие за физичните теории, възникнали през първата половина на 20 век, които са в основата на съвременните научни схващания за структурата на заобикалящия ни свят.
Терминът се използва за разграничаване на теориите и моделите, които почиват изцяло на класическо описание на явленията, от онези, които отчитат ефектите на квантовата механика и/или на айнщайновата относителност (релативистка физика).
Класическата физика дава достатъчно точно описание на динамиката на телата с размери над 1µ, и движещи се със скорост много по-ниска от скоростта на светлината. Но за изучаване на микроскопичните физически обекти (като атомите) и за обясняване на техните свойства е необходимо да се приложи квантовата теория, а за да се изучи движението на тела, движещи се със скорост близка до тази на светлината, но с големи размери, е необходимо да се отчетат ефектите, предсказани от специалната теория на относителността.
Ако релативистките скорости се наблюдават в силно гравитационно поле, като например при изучаване на динамиката на материята в акреционния диск на неутронна звезда (или нейния строеж) или на активно галактично ядро, е необходимо да се приложи и Общата теория на относителността. Квантовата теория на полето, която обединява квантовата механика със специалната теория на относителността, е квантова теория на светлината (описва свойствата на фотоните) и нейните взаимодействия с веществото (атоми и молекули).